# James W. Halporn
James W. Halporn (* 14. Januar 1929; † 13. November 2011) war ein US-amerikanischer Klassischer Philologe.
Er war Professor für Klassische Philologie an der Indiana University in Bloomington (Indiana). Sein Hauptforschungsgebiet war das Werk des spätrömischen Schriftstellers Cassiodor.

## Veröffentlichungen (Auswahl)
- mit Martin Ostwald: Lateinische Metrik. Vandenhoeck & Ruprecht, Göttingen 1962. 2., durchges. u. verb. Aufl. 1980. ISBN 3-525-25309-5.